# Martin Olsson (centerpartist)
Nils Martin Olsson, född 10 april 1932 i Sköns församling i Västernorrlands län, död där 12 november 2006, var en svensk politiker (centerpartist) och riksdagsledamot 1976–1991.
Olsson var suppleant i skatteutskottet 1990–1991.